# فالنتاين جوزيف
فالنتاين جوزيف هو رياضياتي سريلانكي، ولد في 27 يناير 1929 في بينانق في ماليزيا، وتوفي في 15 مارس 2017 في كولمبو في سريلانكا.